# مجمع اندیشه اسلامی
مجمع اندیشهٔ اسلامی یا مجمع الفکر الاسلامی یک مؤسسهٔ فرهنگی پژوهشی انتشاراتی است که در ۲۲ بهمن ماه ۱۳۶۶ خورشیدی در قم توسط آیت‌الله محسن اراکی تأسیس شده‌است.

## اهداف مجمع
این مجمع با هدف بررسی و تحقیق دانش دینی و دفاع از اندیشهٔ اسلامی است. 

## گام نخست
احیای کلیهٔ آثار فقیه شیعه شیخ مرتضی انصاری در مجموعهٔ ۲۹ جلدی. 
این طرح در راستای همکاری علمی با کنگرهٔ شیخ انصاری پایه‌گذاری شد و توسط جمعی از محققان حوزهٔ علمیهٔ با تحقیق و بررسی دقیق تمام آثار شیخ در سال ۱۳۷۹ خورشیدی به اتمام رسید. 

## گام دوم
تهیه واجرای سه طرح دانشنامه‌ای تحت عناوین: 
1. الموسوعة الفقهیة المیسرة (دانشنامهٔ آسان فقهی).
2. موسوعة التاریخ الإسلامی (دانشنامهٔ تاریخ اسلامی). بایگانی‌شده  در ۱ ژوئیه ۲۰۰۸ توسط Wayback Machine
3. موسوعة مؤلفی الإمامیة (دانشنامهٔ مؤلفان شیعی).

از این دانشنامه‌ها تاکنون هفت جلد از «الموسوعة الفقهیة» چهار جلد از «موسوعة التاریخ الاسلامی» و نه جلد از «موسوعة مؤلفی الامامیة» چاپ و منتشر شده‌است.

## گام سوم
تحقیق و انتشار تالیفاتی از علمای گذشته و معاصر شیعه همچون فاضل تونی، علامه ابن میثم بحرانی، علامه وحید بهبهانی، آقا ضیاء عراقی، آیت‌الله سید کاظم حائری، آیت‌الله سید محمدباقر حکیم و.... 

## گام چهارم
انتشار مجلهٔ تخصصی «الفکر الاسلامی» (اندیشهٔ اسلامی).

## منبع
وب‌گاه حوزه بایگانی‌شده  در ۱۱ مارس ۲۰۰۷ توسط Wayback Machine (کدبندی صفحه به عربی ویندوز)